# Cul-des-Sarts
Cul-des-Sarts is een plaats en deelgemeente van de Belgische gemeente Couvin. Cul-des-Sarts ligt in de provincie Namen en was tot 1 januari 1977 een zelfstandige gemeente.

Het is een typisch lintdorp; het grootste deel van de bebouwing ligt langs de gewestweg N964.

## Demografische ontwikkeling
- Bronnen:NIS, Opm:1831 tot en met 1970=volkstellingen, 1976= inwoneraantal op 31 december

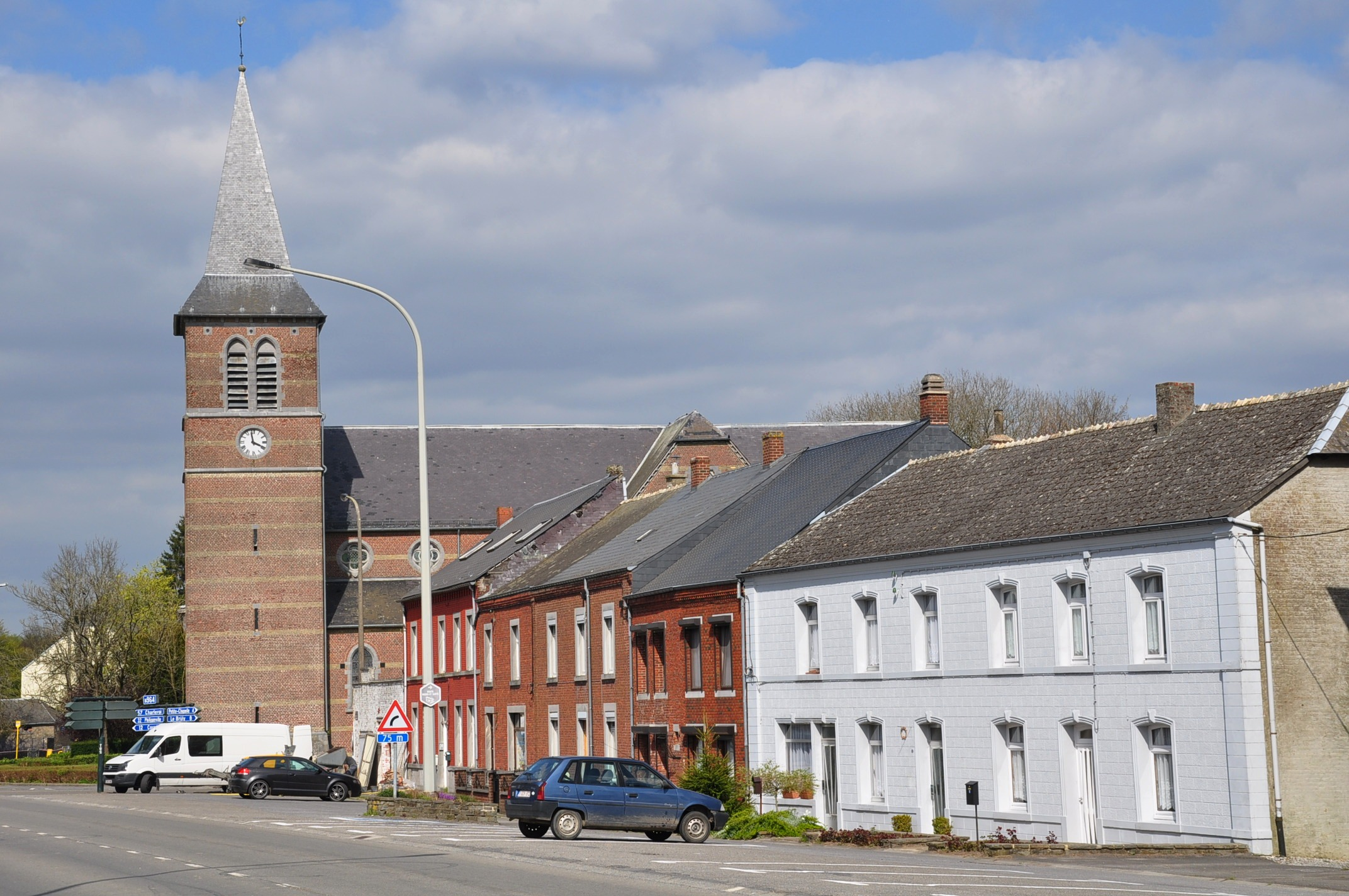
Hoofdstraat
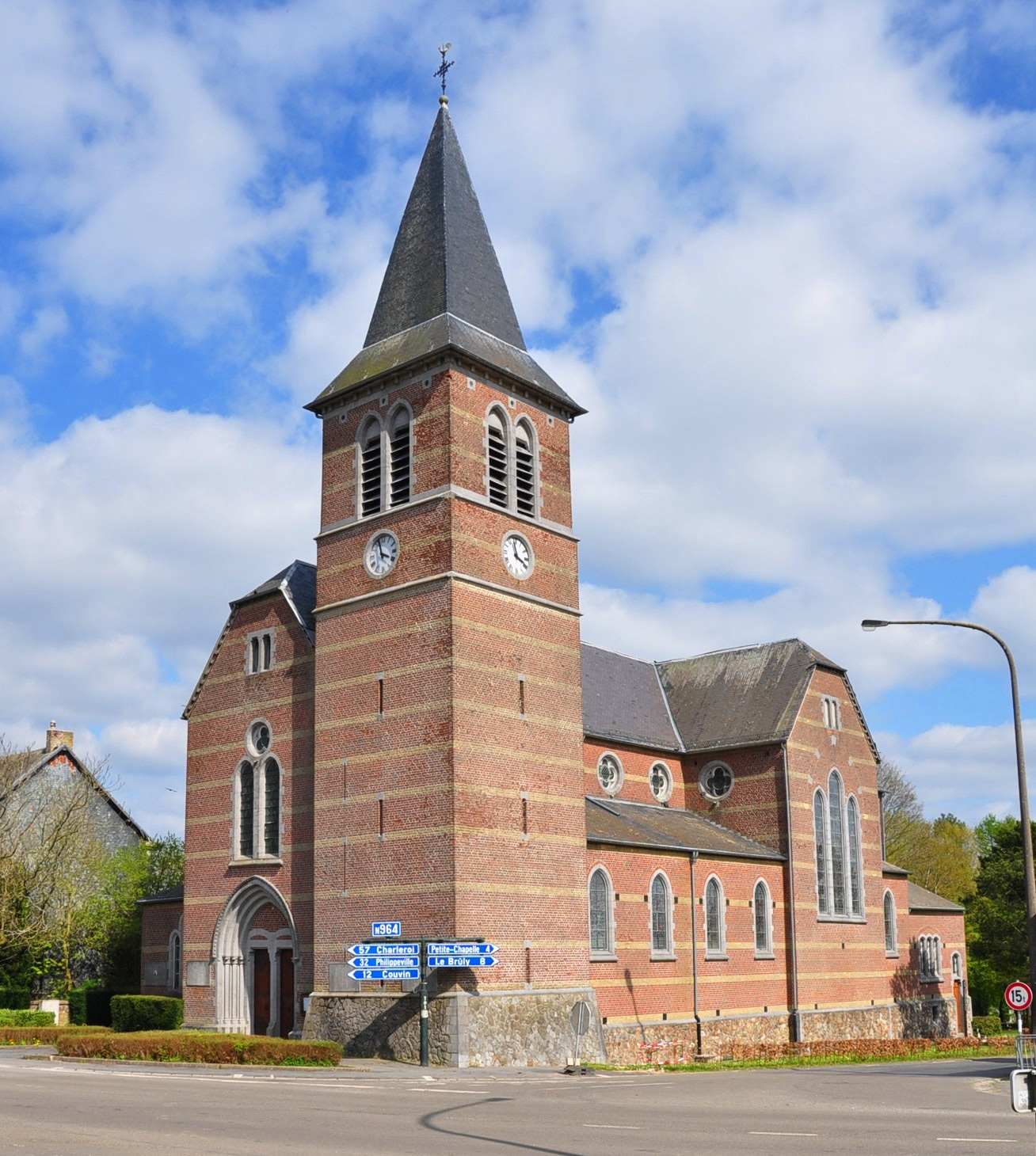
Kerk van St. Pieter en St. Paul
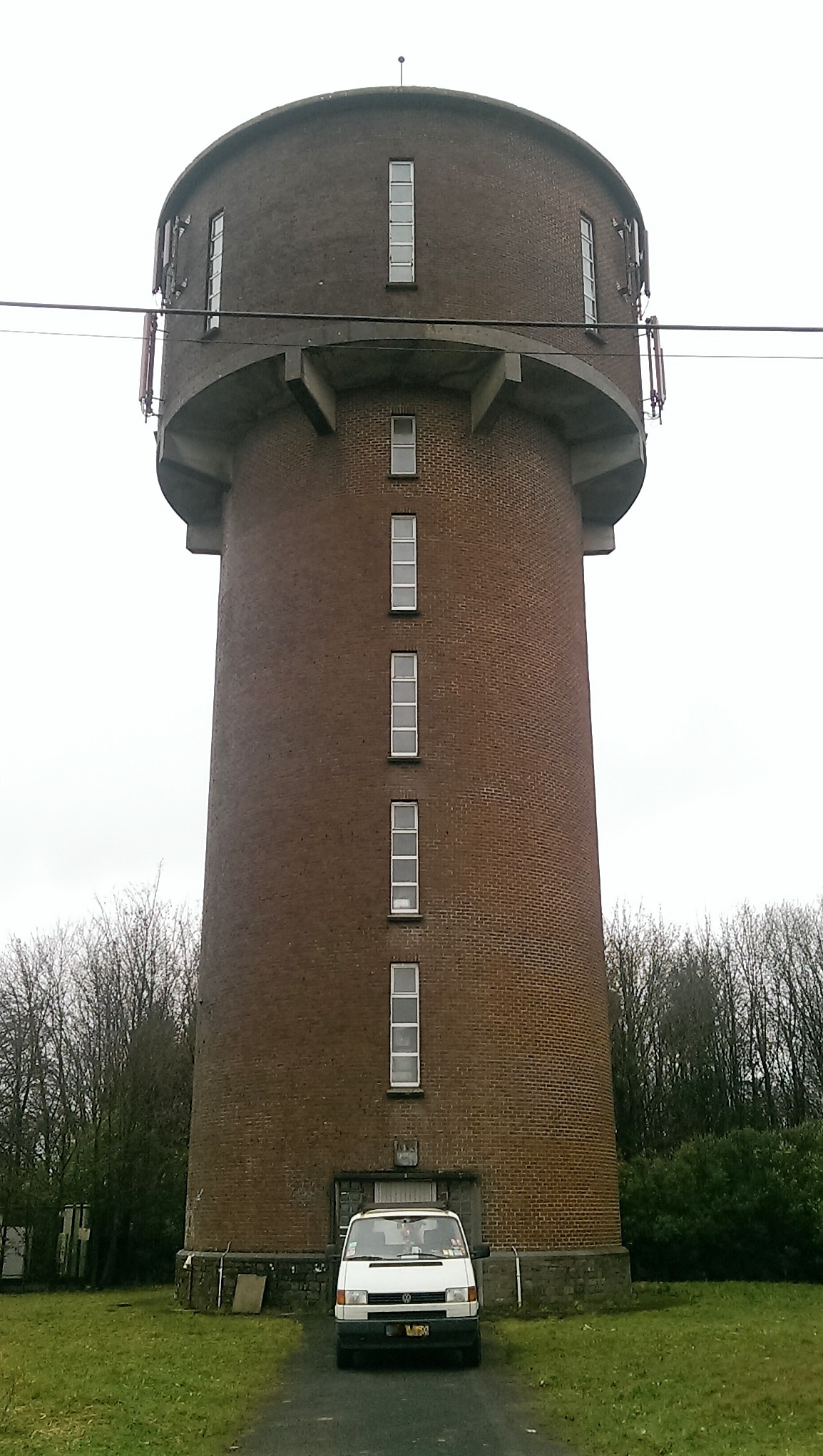
Watertoren van Cul-des-Sarts